# Pobershau
Pobershau este o comună din landul Saxonia, Germania.